# Scoloplos mazatlanensis
Scoloplos mazatlanensis är en ringmaskart som beskrevs av Fauchald 1972. Scoloplos mazatlanensis ingår i släktet Scoloplos och familjen Orbiniidae. Inga underarter finns listade i Catalogue of Life.